# Décio Quaresma Recaman
Décio Quaresma Recaman   (Rio de Janeiro, 2 de maig de 1932 - Rio de Janeiro, 14 de març de 1978) fou un futbolista brasiler de les dècades de 1950 i 1960.

## Trajectòria
Fou un mig centre brasiler de raça blanca que destacava per la seva bona col·locació, bon passador i una mica individualista. S'incorporava a l'atac i tenia bon remat.
Després de destacar al Bonsucesso FC, el 1956 fou fitxat pel Bangu AC, on jugà dues temporades 78 partits en els quals marcà 4 gols. El 1958 el Bangu va fer una gira per Europa en la qual s'enfrontà, entre d'altres, a l'Espanyol. Recaman destacà especialment i Ricard Zamora, el director tècnic, decidí contractar-lo per l'equip català. Així, el 1958 ingressà al RCD Espanyol, on romangué durant tres temporades, disputant 69 partits de lliga i marcant deu gols. El 1961 fou contractat pel València CF. Al València jugà una gran primera temporada però la segona, l'entrenador Alejandro Scopelli l'apartà de la titularitat en benefici de Sastre. Recaman marxà al CD Mestalla i finalment retornà al Brasil. Amb el València guanyà dues Copes de Fires les temporades 1961-62 i 1962-63.